# Observable
Eine Observable (lateinisch observabilis ‚beobachtbar‘) ist in der Physik, insbesondere der Quantenphysik, der formale Name für eine Messgröße und den ihr zugeordneten Operator (siehe auch hermitescher Operator), die im Zustandsraum, einem Hilbertraum, wirken. Beispiele sind die Energie, die Ortskoordinaten, die Koordinaten des Impulses und die Komponenten des Spins eines Teilchens.

## Von-Neumannsche Theorie
Im traditionellen von-Neumannschen mathematischen Formalismus der Quantenmechanik werden Observable durch selbstadjungierte, dicht definierte lineare Operatoren {\displaystyle A} auf einem Hilbertraum {\displaystyle {\mathcal {H}}} dargestellt. Diese Theorie verallgemeinert die Bornsche Wahrscheinlichkeitsinterpretation.
Das Ergebnis einer Messung der Observablen {\displaystyle A} eines quantenmechanischen Systems, dessen Zustand durch einen normierten Vektor {\displaystyle |\Psi \rangle \in {\mathcal {H}}} beschrieben wird (Wellenfunktion in Bra-Ket-Notation), ist zufällig. Die Wahrscheinlichkeit, mit der ein bestimmter Messwert {\displaystyle a} auftreten kann, ist gegeben durch die Wahrscheinlichkeitsverteilung
{\displaystyle P[a]=\langle \Psi |\lambda _{A}(a)|\Psi \rangle }
wobei {\displaystyle \lambda _{A}} das Spektralmaß von {\displaystyle A} nach dem Spektralsatz bezeichnet.
Wird der quantenmechanische Zustand des Systems allgemeiner durch einen Dichteoperator {\displaystyle \rho } beschrieben, so ist die Wahrscheinlichkeitsverteilung des Messergebnisses gegeben durch
{\displaystyle P[a]=\operatorname {Spur} (\lambda _{A}(a)\,\rho )}
wobei {\displaystyle \operatorname {Spur} } die Spurabbildung bezeichnet.
Der Erwartungswert {\displaystyle \langle A\rangle } des Messergebnisses, also der Erwartungswert der Wahrscheinlichkeitsverteilung {\displaystyle P}, ist gegeben durch {\displaystyle \langle \Psi |A|\Psi \rangle } bzw. durch {\displaystyle \operatorname {Spur} (A\,\rho )}.
Die Standardabweichung {\displaystyle \sigma _{A}}, auch {\displaystyle \Delta A}, der Observablen {\displaystyle A} ist die Wurzel aus der mittleren quadratischen Abweichung der Einzelwerte {\displaystyle a} vom Erwartungswert {\displaystyle \langle A\rangle }, also 
{\displaystyle \sigma _{A}={\sqrt {\langle \Psi |(A-\langle A\rangle )^{2}|\Psi \rangle }}} bzw. {\displaystyle {\sqrt {{\text{Spur}}((A-\langle A\rangle )^{2}\rho )}}}
Im Spezialfall, dass das Spektrum von {\displaystyle A} diskret und einfach ist, sind die möglichen Messergebnisse die Eigenwerte von {\displaystyle A}. Die Wahrscheinlichkeit, den Eigenwert {\displaystyle a} als Messergebnis zu finden, lautet dann {\displaystyle |\langle \phi _{a}|\Psi \rangle |^{2}} bzw. {\displaystyle \langle \phi _{a}|\rho \phi _{a}\rangle }, wobei {\displaystyle \phi _{a}} einen normierten Eigenvektor zum Eigenwert {\displaystyle a} bezeichnet.
Beispiele:
- Der Observablen „Ort“ eines Teilchens in einer Dimension entspricht (in Ortsdarstellung) der Multiplikationsoperator mit {\displaystyle x} über dem Lebesgue-Raum {\displaystyle L^{2}(\mathbb {R} )}, der Ortsoperator.
- Der Observablen „Impuls“ eines Teilchens in einer Dimension entspricht (in Ortsdarstellung) der Differentialoperator {\displaystyle -\mathrm {i} \hbar {\tfrac {\mathrm {d} }{\mathrm {d} x}}} über {\displaystyle L^{2}(\mathbb {R} )}; genauer gesagt dessen selbstadjungierte Fortsetzung, der Impulsoperator. Hierbei bezeichnet {\displaystyle \hbar } die reduzierte Planck-Konstante.
- Der Observablen „Energie“ entspricht der Hamiltonoperator.

## Beschreibung durch POVM
Die Beschreibung von Zeitmessungen passt nicht in den traditionellen von-Neumann’schen Formalismus, z. B. der Ankunftszeit eines Teilchens in einem Detektor. Eine genauere realistische formale Modellierung realer Experimente zeigt, dass auch die meisten realen Messungen an Quantensystemen nicht genau durch von-Neumann’sche Observable beschrieben werden. Diese Defekte behebt die allgemeinere Beschreibung quantenmechanischer Observablen durch POVM.

## Zusammenhang mit dem Kommutator
Abhängig vom Wert ihres Kommutators (genauer: vom Wert des Kommutators ihrer Operatoren) bezeichnet man zwei Observable als:
- kommutierende bzw. vertauschende Observable, wenn ihr Kommutator den Wert 0 hat. Sie sind kommensurabel, d. h. sie können gleichzeitig beliebig genau gemessen werden. Siehe auch Vollständiger Satz kommutierender Observablen.
- inkommensurable bzw. nicht vertauschende Observable, wenn ihr Kommutator einen Wert ungleich 0 hat; sie können nicht gleichzeitig beliebig genau gemessen werden. 
  - komplementäre Observablen, wenn ihr Kommutator einen Wert von {\displaystyle \mathrm {i} \hbar } aufweist. Ein Beispiel hierfür sind Ort und Impuls.